# Iris Dávila
María Felisa Dávila Munne, conocida como Iris Dávila (Güines, 18 de mayo de 1918-La Habana, 18 de enero del 2008) fue una periodista, escritora, autora de radio y telenovelas, actriz teatral y locutora cubana. Muchas de sus novelas radiales-televisivas se adaptaron en otras radioemisoras y televisoras latinoamericanas. Fue cofundadora de la Federación de Mujeres Cubanas. 

## Biografía
Nació en la Villa de San Julián de Los Güines, cabecera del término municipal y mayabequino de Güines. Hija de padres humildes: Carlos Dávila Díaz, dueño de un pequeño negocio, y Ana Rosa Muné Nicolás, profesora de corte y costura. Estudió en la Facultad de Derecho en la Universidad de La Habana, y se graduó como Doctora en Derecho Civil y diplomático en 1942 a la edad de 24 años, profesión que nunca ejerció. 
Durante su etapa universitaria profundizó en la lectura de poesía y narrativa además de empezar a escribir novelas a la vez que colaboraba en el suplemento dominical del periódico cubano El País Gráfico. También acudía a cursos de la Universidad de La Habana sobre literatura castellana e hispanoamericana, además de a los de Psicología General y Social con la finalidad de completar su formación literaria.
Cursó la Escuela de Periodismo Manuel Márquez Sterling, graduándose en 1945. 

### Trayectoria
Desde su infancia escribió pequeñas narraciones publicadas en periódicos locales pero también en los reputados Diario de la Marina y El Mundo. Mientras estudiaba derecho no interrumpió la publicación de cuentos y pequeños ensayos en El país gráfico. En 1944 ingresó en CMQ RAdio en funciones administrativas como abogada adjunta al departamento legal y redactora de textos comerciales. Tras dos años en la rutina legal y comercial, le concedieron la jefatura del recién creado Buró de Revisión a tiempo completo, donde debía leer todos los programas dramatizados, incluidos los humorísticos, analizarlos desde el punto de vista literario y de contenido, rendir por escrito un informe mensual evaluativo y exponer de viva voz su criterios, así entró en contacto directo con las modalidades técnicas del género y se formó una idea más completa de la composición de los guiones.
En 1948 estrenó su primera radionovela: Teresa Maderal, inaugurando un prolífero caudal que se esparcirá por la radio y la televisión cubanas hasta los años sesenta.
MIlitante del Partido Ortodoxo de Eduardo Chibás, tras el golpe de Estado militar de 1952, se involucró en actividades de asociaciones como el Frente Cívico de Mujeres Martianas. En 1958, como asesora de radio y televisión en la Publicitaria Siboney, se integró a la célula clandestina del Movimiento 26 de julio liderada por Fidel Castro. 
Allí, en funciones de redactora, escribe y dirige la grabación de un comercial del jabón Rina que se haría famoso. Interpretado por la famosa actriz y locutora Consuelo Vidal, devino pieza comunicativa paradigmática de propaganda política sutil pero eficaz, de tal claridad conceptual que armonizaba su función comercial con la idiosincrasia cubana y con el momento más cruento de la dictadura. Su lema: “Hay que tener fe, que todo llega”.
A principios de 1959, como esposa de médico, integra la Asociación Femenina Médico Revolucionaria que apoya a los combatientes del Ejército Rebelde recién llegados a La Habana, y para ella escribe programa radiales y comunicados. A mediados de año, junto a Vilma Espín, gesta en Radio Rebelde el primer proyecto radiofónico orientado a movilizar a las mujeres.
En 1960 fue una de las fundadoras de la Federación de Mujeres Cubanas. Para su Secretaría de Educación y Cultura crea piezas teatrales que abordan la evolución social femenina y orientan ideológicamente en problemáticas concretas. Entre estas obras se encuentra Los puntos sobre las íes, que se estrena en el Teatro de los Trabajadores, el 8 de marzo de 1964, en el acto por el Día Internacional de la Mujer. Colaboró con el Proyecto de Ciudad Sandino. 
Entre 1960 y 1962 previo a la fundación del Instituto de Radiodifusión la actividad radial y televisiva la lideraban Aurelio Martínez y José A. Caíñas Sierra. Iris Dávila integrante del Consejo Nacional de la Radio de Cuba suple a la escritora Hilda Morales en el espacio La vida siempre empieza de Radio Progreso y asesora La novela cubana que sustituye al espacio Divorciadas emitida en la antigua CMQ que alternan en los guiones Dora Alonso y Elia Méndez y dirige Julio Lot. 
En la década de los 60 Dávila participó en numerosas actividades entre ellas redactora de la revista Nuestra industria en el Ministerio dirigido por Ernesto Guevara, sus comedias se representan en las Brigadas Covarrubias y forman parte del cuadro del Instituto de Radiodifusión, además de dictar conferencias literarias en centros docentes, laborales, sindicales y militares. Hasta 1965 escribió textos para el Consejo Nacional de Cultura para los planes de estudios de la educación obrero-campesina y los publica cada semana en la sección “El placer de leer”, de la revista Bohemia, publicación donde también aparece su narración “Un cuento sencillo”, incluida al año siguiente en la Selección de Lecturas Literarias de 6.º grado. 
Desde 1966 trabajó en Radio Liberación luego denominada Radio Rebelde como productora, asesora y directora de los dramatizados radiofónicos además de impartir talleres a guiones sobre Teoría y composición literarias adaptadas a los medios de comunicación.
Entre 1972 y 1979 ejerció el periodismo en la revista Mujeres y retoma sus ensayos periodísticos o literarios que amplificará en la Editorial Arte y Literatura donde funge como analista, divulgadora, redactora y evaluadora de textos.
Se jubiló en 1983 pero continuó implicada en la vida periodística y cultural integrando el Consejo Asesor de la Editorial Arte y Literatura y la Editora Abril. También presidió el Comité de selección de programas para eventos internacionales del Instituto Cubano de Radio y Televisión e integró el Consejo Nacional de la Unión de Escritores y Artistas de Cuba.
En 1989, participó junto al director Carlos Piñero en el primer evento sobre telenovelas organizado por la Cátedra de Comunicación de la Universidad de São Paulo (Brasil) y dictó una conferencia sobre Félix B.Caignet y El derecho de nacer.
"Dávila fue la única creadora de ficción radial-televisiva que poseía el oficio de escribir con éxito probado en los medios de comunicación durante décadas y a la par; podía diseccionarla teóricamente para identificar sus precedencias y singularidades dentro de la cultura masiva universal y nuestra propia historia. En ello era una verdadera erudita de alto rigor académico" señaló Mayra Cue Sierra en un artículo sobre Dávila publicado en el aniversario de su muerte.
Muchas de sus novelas radiales-televisivas se adaptaron en otras radioemisoras y televisoras latinoamericanas, en especial en México, Venezuela y Perú. Algunos de los derechos de sus guiones fueron comprados por Televisa.
Profundizó en la teoría y análisis de la dramaturgia, y contribuyó a la formación de escritores, guionistas y asesores de los medios artísticos. Publicó múltiples trabajos en la prensa escrita, y fue asesora de la editorial Arte y Literatura. Se destacó como Asesora de la radio y la televisión y participó como Jurado en múltiples Festivales Nacionales de dichos medios.

## Vida personal
A los 28 años, el 14 de julio de 1946, se casó con el doctor Agustín Lage Salceiro, un español nacido en Ortigueira que emigró con sus padres a Cuba cuando tenía pocos años. El matrimonio Lage-Dávila tuvo tres hijos: Agustín, Carlos y Jorge, que siguieron los pasos profesionales de su padre. Carlos Lage, el menor fue vicepresidente del Consejo de Estado de Cuba entre 1993 y 2009.

## Obra
En 1986 la Editorial Gente Nueva publicó su libro para niños “En un submarino de cristal”. Durante 1998-1999 se recopiló parte de su producción narrativa, en este caso siete cuentos, bajo el título “Intimidades”. 
En 2007, “Ediciones Unión” presentó la edición “Delirio de Periodista” con textos publicados en las revistas “Bohemia”, “El País Gráfico”, “Mujeres”, “Granma” sobre temas patrióticos, asuntos sociales y vinculados con la relación del arte con la literatura y los medios masivos.

## Premios y recocimientos
- 1983. Distinción por la Cultura Nacional (Ministerio de Cultura).
- 1984. Distinciones Raúl Gómez García (Sindicato de la Cultura) y 28 de septiembre (Comités de Defensa de la Revolución).
- 1986. Distinción 23 de agosto (Federación de Mujeres Cubanas).
- 1988. Distinción Pepe Prieto (Milicias del Instituto de Radiodifusión)
- 1992. Micrófono de la Radio Cubana. 70 aniversario.
- 1992. Medalla Alejo Carpentier (Consejo de Estado).
- 1995. Orden Ana Betancourt (Consejo de Estado).
- 2003. Premio Nacional de Radio. I edición (Instituto Cubano de Radio y Televisión).

## Muerte
Falleció a los 90 años en La Habana el 18 de enero de 2008. Por decisión propia sus restos fueron cremados y esparcidos en el Jardín Botánico, entre plantas de flores escogidas por ella. El 22 de enero Fidel Castro, en su reflexión escrita el día anterior, expresaba: 

Se marchó silenciosamente el viernes; no lo esperábamos tan pronto. (...)  Vivía en la misma casa que ganó con su trabajo intelectual antes de la Revolución. Muchas veces visité esa vivienda; ocupaba en ella un pequeño espacio, siempre escribiendo.  Nunca protestó ni se quejó de algo (...)
Fidel Castro. 21 de enero de 2008